# Sant Vicenç de Concabella
Sant Vicenç de Concabella és una església de Concabella, al municipi dels Plans de Sió (Segarra), inclosa a l'Inventari del Patrimoni Arquitectònic de Catalunya.

## Descripció
Petita capella situada als afores del nucli de Concabella, als peus de la carretera de Tàrrega. Està realitzada amb carreus regulars a la part inferior i façana principal de l'edifici i paredat a la part superior dels murs laterals, d'una sola nau i coberta a dues aigües amb la presència de contraforts als murs laterals i un petit campanar d'espadanya d'un sol ull situat al capdamunt de la façana principal.
Com a element més destacable trobem la porta d'accés amb llinda, per sobre de la qual hi ha un frontó partit per una fornícula, on apareix la data de 1687, que devia ubicar la figura del sant a qui està consagrada la capella, i una petita finestra rectangular per poder il·luminar l'interior de la capella.